# Töpen
Töpen er en kommune i Landkreis Hof i den nordøstlige del af den bayerske regierungsbezirk Oberfranken i det sydlige Tyskland. Den er en del af Verwaltungsgemeinschaft Feilitzsch. Kommunen ligger i den nordlige del af landkreisen, ved grænsen til Sachsen og Thüringen. Til kommunen hører også den bayerske del af den tidligere grænseby til Østtyskland Mödlareuth.

## Geografi
Töpen ligger i dalen til Kupferbach; Hovedbyen Töpen har 829 indbyggere, og i alt har kommunen 1.213 indbyggere. Ud over Töpen er der disse landsbyer og bebyggelser:
- Fattigsmühle (fra 1971) 8
- Hohendorf 37
- Isaar (fra 1971) 179
- Königshof 14
- Mödlareuth (bayerske del) 23
- Moosanger 10
- Tiefendorf 72